# 編號航空隊
编号航空隊（NAF），或稱航空隊，是美國空军的一种建制，在美國空军标准层级定义上，低于一级司令部，高于联队，与中心平级。一般隶属于与一级司令部，可辖有若干联队、大队、中隊。在空军的编制体系中，航空隊不像联队、中队，有固定的组织结构，而是一种相对比较灵活的单位。
航空隊分为两类，一类是基本航空隊（Basic NAF），在一级司令部旗下集中完成部队管理战备职能，这类航空隊没有完整的参谋部门，当然也没有参谋长；另一类称为机能航空隊（Component NAF，C-NAF），不但完成基本航空隊的职能，而且在联合作战司令部麾下或一定区域内承担着空天和信息作战的职能，所以拥有完整的参谋部门，配属有参谋长，并且有一个称为空天作战中心的指挥部，其番号为6+航空隊的番号组成，如第十四航空隊的就是第614空天作战中心。目前，基本所有的基本航空隊都由少将领导，部分机能航空隊由中将领导。

## 编号航空隊列表
| 番号           | 盾形章 | 基地                       | 所在地區         | 隶属司令部     | 备注                                                       |
| -------------- | ------ | -------------------------- | ---------------- | -------------- | ---------------------------------------------------------- |
| 第一航空隊     |        | 廷德尔空军基地             | 美国佛罗里达州   | 战斗司令部     | 美國北方司令部和 北美空防司令部大陆防区 机能航空隊         |
| 第二航空隊     |        | 基斯勒空军基地             | 美国密西西比州   | 教育训练司令部 |                                                            |
| 第三航空隊     |        | 拉姆施泰因空军基地         | 德国             | 驻欧空军       | 美國欧洲司令部 机能航空隊                                  |
| 第四航空隊     |        | 马弛联合预备役空军基地     | 美国加利福尼亚州 | 预备役空军     |                                                            |
| 第五航空隊     |        | 横田空军基地               | 日本             | 太平洋空军     |                                                            |
| 第六航空隊     |        |                            |                  |                | 1963年改编为美國空军南方司令部 1976年撤编                  |
| 第七航空隊     |        | 烏山空軍基地               | 大韓民國         | 太平洋空军     | 支援駐韓美軍 机能航空隊                                    |
| 第八航空隊     |        | 巴克斯代尔空军基地         | 美国路易斯安那州 | 全球打击司令部 | 美國战略司令部 机能航空隊                                  |
| 第九航空隊     |        | 肖空军基地                 | 美国南卡罗来纳州 | 战斗司令部     | 美國中央司令部 机能航空隊                                  |
| 第十航空隊     |        | 沃斯堡海空战联合预备役基地 | 美国德克萨斯州   | 预备役空军     |                                                            |
| 第十一航空隊   |        | 埃尔门多夫空军基地         | 美国阿拉斯加州   | 太平洋空军     | 支援阿拉斯加司令部和 北美空防司令部阿拉斯加防区 机能航空隊 |
| 第十二航空隊   |        | 戴维斯－蒙森空军基地       | 美国亚利桑那州   | 战斗司令部     | 美國南方司令部 机能航空隊                                  |
| 第十三航空隊   |        | 珍珠港-希卡姆联合基地      | 美国夏威夷州     | 太平洋空军     | 2012年撤编                                                 |
| 第十四航空隊   |        | 范登堡空军基地             | 美国加利福尼亚州 | 空间司令部     | 美國战略司令部 机能航空隊                                  |
| 第十五航空隊   |        | 特拉维斯空军基地           |                  | 机动司令部     | 2003年改编为第15機動遠征特遣隊 2012年撤编                  |
| 第十六航空隊   |        | 伊兹密尔空军基地           | 土耳其           | 驻欧空军       | 2006年改编为第16航空遠征特遣隊 2008年撤编                  |
| 第十七航空隊   |        | 拉姆施泰因空军基地         | 德国             | 驻欧空军       | 2012年撤编                                                 |
| 第十八航空隊   |        | 斯科特空军基地             | 美国伊利诺伊州   | 机动司令部     | 美國运输司令部 机能航空隊                                  |
| 第十九航空隊   |        | 兰多夫空军基地             | 美国德克萨斯州   | 教育训练司令部 | 2012年撤编                                                 |
| 第二十航空隊   |        | F.E.沃伦空军基地           | 美国怀俄明州     | 全球打击司令部 |                                                            |
| 第二十一航空隊 |        |                            |                  |                | 2003年改编为第21机动远征特遣队 2012年撤编                  |
| 第二十二航空隊 |        | 多宾斯空军预备役基地       | 美国佐治亚州     | 预备役空军     |                                                            |
| 第二十三航空隊 |        | 赫尔伯特机场               | 美国佛罗里达州   | 特种作战司令部 | 美國特种作战司令部 机能航空隊                              |
| 第二十四航空隊 |        | 拉克兰空军基地             | 美国德克萨斯州   | 太空司令部     | 美國赛博司令部 机能航空隊                                  |